# Тамватнейское месторождение
Тамватнейское месторождение — крупное ртутное месторождение, расположенное в отрогах Тамватнейских гор Корякского нагорья в пределах Анадырского района Чукотского автономного округа, в 230 км юго-западнее Анадыря.

## История

Проходка разведочной канавы, 1981 г.

Тамватнейское месторождение было открыто в 1967 году геологом Анадырской ГРЭ Силкиным В. Г. при проведении геологической съёмки масштаба 1:200000, геологоразведочные работы проводились с 1970 по 1986 гг. Близ месторождения был построен ныне заброшенный посёлок геологов Тамватней.

## Геологическая характеристика
Месторождение находится в пределах Чукотско-Корякской ртутоносной области и относится к лиственитовому типу. Приурочено к крупному разлому надвигового типа, южный висячий бок которого образован Тамватнейским гипербазитовым массивом, а лежачий — глинистыми сланцами и песчаниками нижнего мела. Площадь рудного поля составляет около 5 км² при установленном вертикальном размахе промышленного оруденения более 400 м. Рудные тела представляют собой крутопадающие столбы, контактовые залежи, жилы, гнезда.
Основным рудным минералом является киноварь, в качестве попутного компонента содержится вольфрам, мышьяк и сурьма. Оруденение в пределах залежей распределено крайне неравномерно, содержания ртути варьируются от 0.03 до 28,43 %.
Общие запасы Тамватнейского месторождения составляют 14627 т при среднем содержании ртути 0.9-1 %.

## Перспективы
С учётом низких мировых цен на ртуть и постоянного сокращения её потребления из-за токсичности, в настоящее время эксплуатация месторождения экономически нецелесообразна.
При этом запасы Тамватнейского и соседнего Западно-Палянского месторождений могут на долгие годы полностью обеспечить потребности мирового рынка.